# Кречовичі (село)
Кречовичі — село на Закерзонні в Польщі, у гміні Каньчуга Переворського повіту Підкарпатського воєводства.
Населення — 978 осіб (2011).

## Історія
Перша згадка про село сягає 1515 р.
Відповідно до «Географічного словника Королівства Польського» в 1883 р. Кречовичі знаходились у Ланцутському повіті Королівства Галичини і Володимирії, проживали 346 римо-католиків, 250 греко-католиків і кілька євреїв. На той час унаслідок півтисячоліття латинізації та полонізації українці лівобережного Надсяння опинилися в меншості.
У 1904 р. через село відкрито вузькоколійну залізницю Переворськ — Динів зі станцією в селі.
На 01.01.1939 році в селі проживало 1500 мешканців, з них 500 українців-грекокатоликів, 990 поляків і 10 євреїв. Село входило до ґміни Каньчуга Переворського повіту Львівського воєводства.
1945 року з села до СРСР вивезли 165 українців (43 сім'ї). Переселенці прибули до Дрогобицької та Тернопільської областей. Решту українців у 1947 р. під час операції «Вісла» депортовано на понімецькі землі.
У 1975—1998 роках село належало до Перемишльського воєводства.

## Демографія
Демографічна структура станом на 31 березня 2011 року:
|          | Загалом | Допрацездатний вік | Працездатний вік | Постпрацездатний вік |
| -------- | ------- | ------------------ | ---------------- | -------------------- |
| Чоловіки | 479     | 105                | 322              | 52                   |
| Жінки    | 499     | 99                 | 271              | 129                  |
| Разом    | 978     | 204                | 593              | 181                  |

## Церква
Церква о. Николая збудована в 1793 р., була парохіяльною церквою Каньчуцького (з 1920 р. — Лежайського) деканату Перемишльської єпархії. В 1831 р. в селі була греко-католицька парохія, яка належала до Каньчуцького деканату Перемишльської єпархії, у селі було 257 парохіян, парохія охоплювала також міста Каньчуга і Чудець та села Бібрка, Песій Млинок, Сіннів, Журовички Малі, Ужейовичі, Панталовичі, Галарівка, Сетеш, Лопушка Мала, Лопушка Велика, Манастир, Нижатичі, Микуличі, Сідлечка. У 1835 р. додалися села Острів і Жуклин, у 1836 р. — Гать. З 1932 р. парафія поділена на дві й утворена парафія Каньчуга. Після виселення українців церква перетворена на костел.